# Nisaetus pinskeri
L'aquila dal ciuffo di Pinsker (Nisaetus pinskeri (Preleuthner & Gamauf, 1998)) è un uccello rapace della famiglia degli Accipitridi, endemico delle Filippine.

## Distribuzione e habitat
La specie è endemica della parte meridionale dell'arcipelago delle Filippine, presente nelle isole di Leyte, Samar, Negros, Bohol e Mindanao.

## Conservazione
La IUCN Red List classifica Nisaetus pinskeri come specie in pericolo di estinzione (Endangered).